# Polyrhachis pallescens
Polyrhachis pallescens är en myrart som beskrevs av Mayr 1876. Polyrhachis pallescens ingår i släktet Polyrhachis och familjen myror. Inga underarter finns listade i Catalogue of Life.